# Deutsche Straßen-Radmeisterschaften 2012
Die Deutschen Straßen-Radmeisterschaften 2012 fanden vom 22. bis 24. Juni in Grimma und Zwenkau sowie das Straßenrennen der U23 am 9. September in Buch am Erlbach statt.

## Einzelzeitfahren

### Frauen
| Platz | Athletin            | Zeit       |
| ----- | ------------------- | ---------- |
| 1     | Judith Arndt        | 44:28 min  |
| 2     | Trixi Worrack       | + 0:45 min |
| 3     | Ina-Yoko Teutenberg | + 0:51 min |
| 4     | Charlotte Becker    | + 1:08 min |
| 5     | Adelheid Schütz     | + 1:09 min |
| 6     | Hanka Kupfernagel   | + 2:02 min |
| 7     | Claudia Häusler     | + 2:20 min |
| 8     | Lisa Fischer        | + 3:13 min |
| 9     | Stephanie Pohl      | + 3:17 min |
| 10    | Madeleine Sandig    | + 3:29 min |

Länge: 33,68 km 

Start: Freitag, 22. Juni, Start 12:00 Uhr MESZ 

Strecke: Zwenkau Gewerbepark-B2-B95 bis Abzweig Eula und zurück 

Durchschnittsgeschwindigkeit der Siegerin: 45,43 km/h
Es kamen 58 Athletinnen ins Ziel.

### Männer
| Platz | Athlet              | Zeit       |
| ----- | ------------------- | ---------- |
| 1     | Tony Martin         | 47:21 min  |
| 2     | Bert Grabsch        | + 1:25 min |
| 3     | Lars Teutenberg     | + 1:54 min |
| 4     | Stefan Schumacher   | + 2:16 min |
| 5     | Nils Plötner        | + 3:35 min |
| 6     | Friedrich Meingast  | + 3:37 min |
| 7     | Peter Renner        | + 4:03 min |
| 8     | Patrick Gretsch     | + 4:07 min |
| 9     | Giulio Focardi      | + 4:32 min |
| 10    | Richard Stockhausen | + 4:35 min |

Länge: 40,68 km 

Start: Freitag, 22. Juni, Start 15:30 Uhr MESZ 

Strecke: Zwenkau Gewerbepark-B2-B95 bis Abzweig Eula-Großzössen und zurück 

Durchschnittsgeschwindigkeit des Siegers: 51,54 km/h
Es kamen 20 Athleten ins Ziel.

### Männer U23
| Platz | Athlet               | Zeit       |
| ----- | -------------------- | ---------- |
| 1     | Jasha Sütterlin      | 41:49 min  |
| 2     | Harry Kraft          | + 0:25 min |
| 3     | Jakob Steigmiller    | + 0:30 min |
| 4     | Nikias Arndt         | + 0:31 min |
| 5     | Mario Vogt           | + 0:48 min |
| 6     | Hans-Joachim Benning | + 1:08 min |
| 7     | Franz Schiewer       | + 1:22 min |
| 8     | Lars Telschow        | + 1:27 min |
| 9     | Jan-Niklas Droste    | + 1:29 min |
| 10    | Ruben Zepuntke       | + 1:30 min |

Länge: 33,68 km 

Start: Freitag, 22. Juni, Start 13:30 Uhr MESZ 

Strecke: Zwenkau Gewerbepark-B2-B95 bis Abzweig Eula und zurück 

Durchschnittsgeschwindigkeit des Siegers: 48,31 km/h
Es kamen 77 Athleten ins Ziel.

## Straßenrennen

### Frauen
| Platz | Athletin          | Zeit        |
| ----- | ----------------- | ----------- |
| 1     | Judith Arndt      | 3:09:28,4 h |
| 2     | Charlotte Becker  | + 0:51 min  |
| 3     | Trixi Worrack     | + 12:49 min |
| 4     | Claudia Häusler   | + 12:49 min |
| 5     | Hanka Kupfernagel | + 12:51 min |
| 6     | Lisa Brennauer    | + 13:09 min |
| 7     | Marlen Jöhrend    | + 13:09 min |
| 8     | Elke Gebhardt     | + 13:10 min |
| 9     | Romy Kasper       | + 13:14 min |
| 10    | Hanna Amend       | + 13:14 min |

Länge: 114,95 km 

Start: Samstag, 23. Juni, Start 15.00 Uhr MESZ 

Strecke: Rundstrecke Grimma-Bahren-Döben 10,46 km 

Durchschnittsgeschwindigkeit der Siegerin: 36,40 km/h
Es kamen 48 Athletinnen ins Ziel.

### Männer
| Platz | Athlet            | Zeit        |
| ----- | ----------------- | ----------- |
| 1     | Fabian Wegmann    | 4:54:26,3 h |
| 2     | Linus Gerdemann   | + 0:01 min  |
| 3     | Julian Kern       | + 0:03 min  |
| 4     | Paul Martens      | + 1:02 min  |
| 5     | Marcus Burghardt  | + 2:30 min  |
| 6     | Stefan Schumacher | + 2:30 min  |
| 7     | Mario Vogt        | + 2:30 min  |
| 8     | Danilo Hondo      | + 4:24 min  |
| 9     | Marcel Sieberg    | + 4:30 min  |
| 10    | André Greipel     | + 4:38 min  |

Länge: 199,5 km 

Start: Sonntag, 24. Juni, Start 11.00 Uhr MESZ 

Strecke: Rundstrecke Grimma-Bahren-Döben 10,46 km 

Durchschnittsgeschwindigkeit des Siegers: 40,46 km/h
Es kamen 70 Athleten ins Ziel. Die Fahrer Heinrich Berger und Rene Obst wurden wegen Regelverstößen disqualifiziert.

### Männer U23
| Platz | Athlet              | Zeit            |
| ----- | ------------------- | --------------- |
| 1     | Rick Zabel          | 4:15:05 Stunden |
| 2     | Nikodemus Holler    | + 0:01 min      |
| 3     | Michel Koch         | + 0:01 min      |
| 4     | Florian Scheit      | + 0:22 min      |
| 5     | Alexander Krieger   | + 1:34 min      |
| 6     | Emanuel Buchmann    | + 1:37 min      |
| 7     | Jan Dieteren        | + 2:27 min      |
| 8     | Raphael Freienstein | + 2:28 min      |
| 9     | Lucas Liß           | + 2:28 min      |
| 10    | Christopher Hatz    | + 2:28 min      |

Länge: 165,90 km 

Start: Sonntag, 9. September, Start 09:00 Uhr MESZ 

Strecke: Rundstrecke Buch am Erlbach-Vatersdorf-Westendorf-Pformbach-Buch am Erlbach 7,9 km 

Durchschnittsgeschwindigkeit des Siegers: 39,02 km/h
Es kamen 52 Athleten ins Ziel.